# Gro Dahle
Gro Dahle, född 15 maj 1962 i Oslo, är en norsk författare. Hon har sedan 1987 både arbetat med poesi samt prosa för vuxna och – mestadels – barn och ungdomar. Många av hennes berättelser för unga läsare inkluderar känsliga ämnen.
Hon är gift med illustratören Svein Nyhus, som ofta bidragit med teckningar i Dahles böcker. Även parets dotter Kaia Dahle Nyhus verkar som illustratör, och hon har vid flera tillfällen samarbetat med sin mor i olika bokprojekt.

## Biografi
Dahle föddes som dotter till ingenjören och företagsledaren Øystein Dahle. Som en följd av faderns internationella arbete växte Gro Dahle upp i olika länder, och familjen bodde ömsom i Tønsberg, i Aruba och i New Jersey. Som barn var hon en lugnt barn men hade ofta problem med att avkoda andras beetende, vilket ledde till en besvärlig skolgång. Som vuxen har hon blivit diagnosticerad med Aspergers syndrom, vilket givit Gro Dahle en förklaring till hennes känsla av utanförskap under uppväxten. Enligt henne själv har denna del av hennes personlighet gjort det lättare att skriva och vara målmedveten i sitt författande.
Gro Dahle studerade senare psykologi, engelska och till lärare i formgivning. Den litterära debuten skedde 1987, med diktsamlingen Audiens, efter att hennes yrkeserfarenhet som lärare lett till ändrade yrkesplaner.
Inledningsvis skrev Gro Dahle främst lyrik och noveller, ofta med en naivistisk berättande och ett underfundigt språk. 1991 års novellsamling Pelsjegerliv har kommit i svensk översättning (Pälsjägarliv), liksom även de senare Hundre tusen timer och Søster (som Hundra tusen timmar respektive Syster). Därefter kompletterades med en del bilderböcker för små barn. 1993 till 2001 kom exempelvis fem bilderböcker om syskonparet Simon och Kaia, illustrerade av Eldbjørg Ribe. Viss inspiration kom från Gro Dahles egen omgivning, då hon är mor till Simon, Ninni och Kaia.

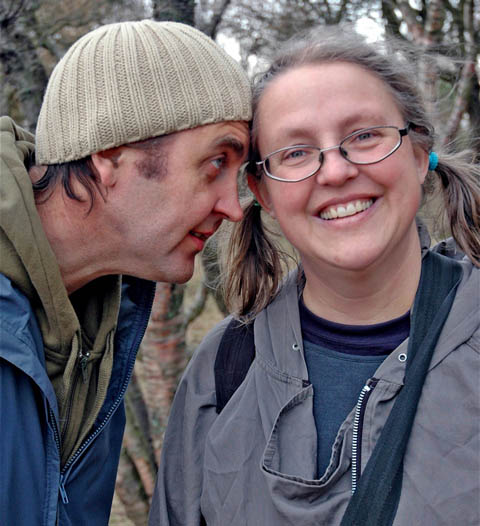
Dahle samarbetar ofta med sin make, illustratören Svein Nyhus.

1997 inleddes Dahles skrivande om det som hon därefter blivit mest känd för – skönlitteratur för barn om svåra ämnen. Första boken hade titeln Den grådige ungen – ei bildebok om sjalusi og ei jente som vil ha og ete alt, omkring ämnena avundsjuka och girighet och med Dahles make Svein Nyhus som illustratör. Målet med dessa böcker blev att lyfta upp problem av olika slag inom hemmets fyra väggar, för att synliggöra det som annars aldrig syns utåt. Nyhus bilder och det poetiska anslaget i Dahles texter har fått stor uppmärksamhet, och de båda har fått motta flera stora norska bokpriser.
Ett antal av duons barnböcker i känsliga ämnen har även kommit på svenska. Detta inkluderar Snäll (efter norskans Snill från 2002, om flickor som förväntas vara snälla), Den arge (norska: Sinna mann från 2003, med våld i hemmet som tema) och Mammas hår (efter Håret til mamma, omkring depression). 2014 års delvis absurdistiska Akvarium (på svenska under samma titel) inkluderade en missbrukande förälder och en människoflicka med en akvariefisk som mor, medan Bläckfisken (efter originalets Blekkspruten, 2016) tog upp sexuella övergrepp mellan syskon.
Dahle har i ett antal barnböcker samarbetat med dottern Kaia Dahle Nyhus. 2013 års Krigen (på svenska som Kriget) kretsar kring ämnet skilsmässa. 2017 kom Sesam sesam, som väckte stor uppmärksamhet genom att ta upp ämnet pornografi i en bok för barn (som före Internet aldrig ansågs behöva stöta på fenomenet). Boken har rosats som ett pionjärverk i genren men också kritiserats för att inte fördjupa problematiken tillräckligt.
Gro Dahle har även arbetat en hel del med barnteater och även författat böcker om kreativt skrivande. Hennes böcker har översatts till ett antal språk.

### Dikter och berättelser för vuxna
- 1987: Audiens – dikter
- 1989: Apens evangelium – dikter
- 1991: Pelsjegerliv – noveller (e-bok 2012, pocketutgåva 2013) – ISBN 9788202410025
  - 1995 – Pälsjägarliv: ödesdigra berättelser (översättning Ingalill Andreasson, Lotta Eklund och Stewe Claeson, Zelos) (svenska)
- 1992: Linnea-pasjonen – dikter[15]
- 1993: Alexandrias aske – dikter (med Lars Saabye Christensen, Paal-Helge Haugen och Thorvald Steen)[16]
- 1994: Regnværsgåter – dikter (pocket 2013) – ISBN 9788202410599 (ny utgåva 2012[17])
- 1995: Inflammasjon – noveller[18]
- 1996: Hundre tusen timer – dikter (pocket och e-bok 2012) – ISBN 9788202389567 (ny utgåva med inläsning på CD, 2012[19])
  - 2014 – Hundra tusen timmar (översättning Stewe Claeson, 10TAL Bok) (svenska)
- 1997: Velkommen til speilet – texter till målningar av Lars Elling[20]
- 1998: Karneval – dikter i urval 1987–1997 – ISBN 9788202183950
- 1999: Album – texter till målningar av Lars Elling[21]
- 2001: Loop – en loggbok – texter (e-bok 2012) – ISBN 9788202328436
- 2005: Ikke gi opp håpet, Werner – tecknad kortroman, bilderbok – ISBN 9788202241346
- 2006: Huset i snøen – roman (e-bok 2012) – ISBN 9788202263720
- 2007: Alle fugler – dikter – ISBN 9788202276164
- 2009: Hvem som helst, hvor som helst – noveller (pocket 2010) – ISBN 9788202313081
- 2010: Blomsterhandlersken – roman (pocket 2011, e-bok 2012) – ISBN 9788202335199
- 2011: Støvet, skyggen, hunden og jeg – dikter – ISBN 9788202367565
- 2012: Hit – dikter till fotografier av Eivind H. Natvig
- 2015: Amerika – noveller – ISBN 9788202492908[22][23]
- 2016: Søster – dikter – ISBN 9788202531508[24]
  - 2019 – Syster (översättning av Stewe Claeson, It-Lit) (svenska)
- 2017: Anna og Frank – dikter – ISBN 9788202562571
- 2017: Tvers igjennom upålitelig – Samlede dikt – ISBN 9788202561918
- 2018: Dobbel dyne – roman – ISBN 9788202600808
- 2019: Hjem, sier hunden – dikter – ISBN 9788202639204
- 2019: Kaffehjerte, illustrerad av Kaia Dahle Nyhus – ISBN 9788292863824
- 2020: Gave –  dikter – ISBN 9788202670528

### Sakprosa
- 1994: Skrivekurs for skrivelystne - kursbok tillsammans med Kjersti Wold och Norunn Askeland[25] och exempelsamling med kommentarer[26]
- 2005: Velkommen til språket - uppgifter i kreativt skrivande, tillsammans med Kjersti Wold – ISBN 9788202249175
- 2011: Knutsen & Ludvigsen Juba Juba - intervjubok med Øystein Dolmen om Juba Juba, utgiven på Falck forlag – ISBN 9788293039242

### Bearbetning
- 2000: Job – efter översättning från hebreiska av Elie Wardini

### Barnböcker
- 1992: Emilie og den umulige Mamman – med egna teckningar[27]
- 1993: Bare blåbær, Bjarne – bilderbok med figurerna från Sesam Stasjon, illustrerad av Svein Nyhus
- 1993–2001: Bilderböcker om syskonparet Simon och Kaia, illustrerat av Eldbjørg Ribe:
  - 1993: Simon og Kaia bader – en liten kranglebok[28]
  - 1994: Simon og Kaia tisser – en liten sinnabok
  - 1995: Simon og Kaia kler på seg – en liten rampebok[29]
  - 1996: Simon og Kaia ser på video – en liten sutrebok[30]
  - 2001:  Simon og Kaia bader og kler på seg – samlingsutgåva

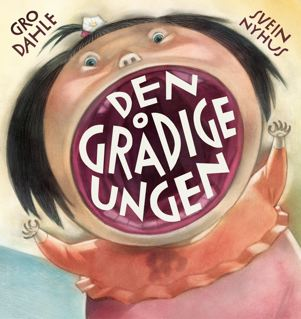
Den grådige ungen, med Svein Nyhus som illustratör.

- 1997: Den grådige ungen – bildebok om sjalusi og ei jente som vil ha og ete alt, illustrert av Svein Nyhus – ISBN 9788202174033
- 1998: Den helt vidunderlige grisen Nøffi – bilderbok illustrerad av Svein Nyhus[31]
- 1999: Hemmeligheten til fru Plomme – illustrererad av Svein Nyhus (återutgiven 2010 med nya färger) – ISBN 9788202182984
- 2000: Bak Mumme bor Moni – bilderbok illustrerad av Svein Nyhus
- 2000: Steinhester – tre sagor till skulpturer av Siri Bjerke – ISBN 9788291991047
- 2001: Fem vinder over Tamalon – fantasyroman för barn och ungdom – ISBN 9788202211493
- 2002: Snill – bilderbok illustrerad av Svein Nyhus (återutgiven 2004 i mindre format)
  - 2008 – Snäll (översättning Lotta Eklund, Daidalos) (svenska)

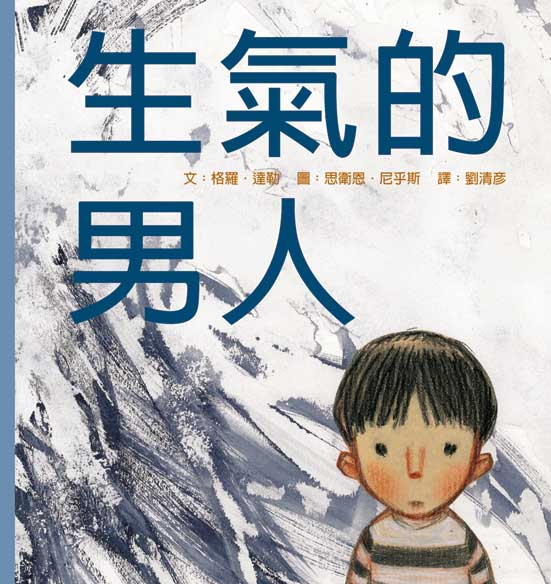
Dahles och Nyhus barnbok Sinna mann har också kommit ut på kinesiska.

- 2003: Sinna mann – bilderbok illustrerad av Svein Nyhus
  - 2009 – Den arge (översättning Lotta Eklund, Daidalos) (svenska)
- 2004: Djeveltanna – barnbok – ISBN 9788202240639
  - 2005 – Djävulstanden (översättning Ragna Essén, Alfabeta) (svenska)
- 2005: Tikk takk, sier Tiden – bilderbok illustrerad av Svein Nyhus – ISBN 9788202250058
- 2007: Håret til mamma – bilderbok illustrerad av Svein Nyhus
  - 2012 – Mammas hår (översättning Nils Aage Larsson, Daidalos) (svenska)
- 2008: Havet i hovedet – bilderbok illustrerad av Iben Sandemose, bare utgiven på danska
- 2008: Roy – bilderbok illustrerad av Svein Nyhus 
  - 2009 – Roy (översättning Lotta Eklund, Daidalos) (svenska)

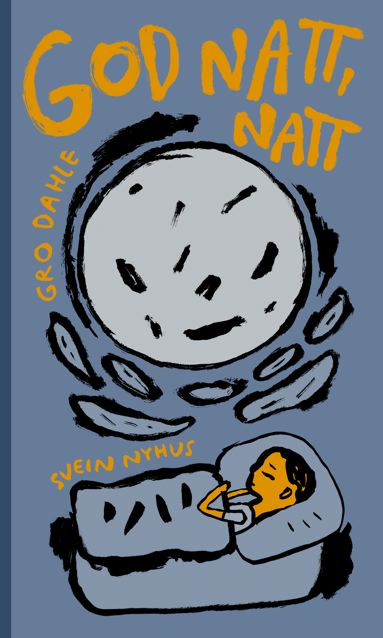
2009 års God natt, natt, en diktsamling för barn.

- 2009: God natt, natt – godnattdikter for barn, illustrerad av Svein Nyhus – ISBN 9788202313760
  - 2010 – God natt, natt (översättning Lotta Eklund, Daidalos) (svenska)
- 2011: Håpe, sa gåsa – djurdikter för barn, illustrerad av dottern Kaia Dahle Nyhus – ISBN 9788202363499
  - 2014 – Hoppas, sa gåsen (översättning Nils Aage Larsson, Daidalos) (svenska)
- 2012: Jeg kunne spise en ku – dikter för barn, illustrerad av Kaia Dahle Nyhus – ISBN 9788202393465
- 2013: Krigen – bilderbok illustrerad av Kaia Dahle Nyhus – ISBN 9788202415747
  - 2014 – Kriget (översättning Nils Aage Larsson, Daidalos) (svenska)
- 2014: Akvarium – bilderbok illustrerad av Svein Nyhus – ISBN 9788202439682
  - 2015 – Akvarium (översättning Nils Aage Larsson, Daidalos) (svenska)
- 2015: Megzilla – ungdomsbok illustrerad av Kaia Dahle Nyhus – ISBN 9788202484057
- 2016: Blekkspruten – bilderbok illustrerad av Svein Nyhus – ISBN 9788202499037
  - 2017: Bläckfisken (Daidalos) (svenska)
- 2017: Sesam sesam – bilderbok illustrerad av Kaia Dahle Nyhus – ISBN 9788202561499
  - 2018: Sesam sesam (översättning Nils-Aage Larson, Daidalos) (svenska)
- 2018: Dragen – bilderbok illustrerad av Svein Nyhus – ISBN  9788202576882
- 2019: Grevlingdager – bilderbok illustrerad av Kaia Dahle Nyhus
  - 2021 – Grävlingdagar (översättning Nils Aage Larsson, Daidalos)[32] (svenska)
- 2020: Ollianna – bilderbok illustrerad av Kaia Dahle Nyhus

### Läroböcker
- 1997: ABC (tillsammans med Dagrun Skjelbred)[33]
- 1997: Regnbuen 1 – småbøker 1-6 for barneskolen (illustrerad av Anne Tryti)
- 1997: Regnbuen 2 – småbøker 1-6 for barneskolen (illustrerad av Anne Tryti)

### Dramatik med mera (urval)
- 1988: Fortellingen fra kombene – radioteater[34]
- 1996: En rosenkål for mye – barnteater
- 1997: Hysj – text tonsatt av Lars Martin Myhre, beställningsverk till Vestfoldfestspillene framfört av bland andra Palle Mikkelborg[35]
- 2000: Billenes bryllup – barnteater
- 2002: Lille frøken Linn og engelen i veggen
- 2005: Djevelreisen – barnteater
- 2005: Izzat – libretto till ungdomsopera[36]
- 2005: Temmelig.hemmelig.com – ungdomsteater
- 2006: Stolen – Det åpne teater
- 2008: Det bobler i lava og andre barnesanger – CD med barnvisor, med text av Gro Dahle och musik av Reidar Vinje Stensvold och Olaf «Knerten» Kamfjord. Utgiven på Normann Records.
- 2010: Tivolinatten – barnteater specialskriven för Sjøbodteateret i Tønsberg[37]
- 2012: Odd Børretzen, Gro Dahle och Jørgen Norheim: Nisser – texter om tomtar och barnatro, med tomteillustrationer av Kjell Midthun
- 2018: Gro Dahle och Marie Bergby Handeland: Tur med hunden  – «boksingel» – ISBN 9788282882682[38]

## Priser och utmärkelser (urval)
- 1997 – Obstfelderpriset
- 1998 – Aschehougpriset
- 1998 – Vestfolds litteraturpris
- 2000 – Cappelenpriset
- 2002 – Bragepriset för Snill (tillsammans med Svein Nyhus)[5]
- 2003 – Kultur- och kyrkodepartementets priser för barn- och ungdomslitteratur för Sinna Mann (tillsammans med Svein Nyhus)[5]
- 2015 – Kritikerpriset för bästa barn- och ungdomsbok för Akvarium (tillsammans med Svein Nyhus)[5]
- 2015 – Skolbibliotekarieföreningens litteraturpris för hennes samlade författarskap av barn- och ungdomsböcker[5]